# Urupês (livro)
Urupês é uma coletânea de contos e crônicas do escritor brasileiro Monteiro Lobato, considerada sua obra-prima e publicada originalmente em 1918. Inaugura na literatura brasileira um regionalismo crítico e mais realista do que o praticado anteriormente, durante o romantismo.
A crônica que dá título ao livro traz uma visão depreciativa do caboclo brasileiro, chamado pelo autor de "fazedor de desertos", estereótipo contrário à visão romântica dos autores modernistas. Urupês é um nome que vem da língua tupi (urupé) e designa um cogumelo (Pycnoporus sanguineus) que dá em pedaços de madeira. Lobato escolheu esse nome para designar os caipiras por viverem estes escondidos no mato como cogumelos. ("No meio da natureza brasílica, [...] o caboclo é o sombrio urupê de pau podre a modorrar silencioso no recesso das grotas.")
Segundo o autor, "O livro é da roça, pois foi em minha fazenda que o escrevi, e reflete com nitidez o ambiente do interior paulista do Vale do Paraíba." A obra foi um best-seller, sua tiragem ultrapassando os cem mil exemplares, como narra Lobato em carta ao amigo Godofredo Rangel. Uma conferência de Ruy Barbosa no Teatro Lírico do Rio de Janeiro durante sua campanha presidencial de 1919, em que citou o livro de Lobato, contribuiu para aumentar as vendas.

## Capa
A capa original, de 1918, possui uma ilustração desenhada por José Wasth Rodrigues, representando um mata-pau, parasita de árvores e tema de um dos contos. A terceira edição, também de 1918, conta com um desenho do mesmo artista, porém, representa uma porção de cogumelos, em referência a um tipo de fungo chamado urupê.

## Capítulos
| “ | ... Urupês? Quando em menino minha mãe me mandava fazer qualquer coisa e eu mostrava corpo mole, ela: 'Anda menino! Parece urupê de pau podre!' Esse nome 'urupê' ficou-me na cabeça (...) quando precisei classificar a classe do jeca, ou do homem da roça, o nome que me acudiu foi esse — e acabou denominando-me também o livro... | ” |

Parte dos capítulos, compostos de contos, um artigo e uma carta de jornal, foi publicada originalmente em periódicos como o O Estado de S. Paulo e a Revista do Brasil.
Inicialmente, a coletânea seria chamada Doze mortes trágicas, no entanto, por sugestão de Artur Neiva, Lobato incluiu o artigo "Urupês", que já tencionava incluir no volume como apêndice, utilizando este nome como título do livro. A primeira edição possuía 13 capítulos, incluindo o artigo-tema, "Urupês", seis contos sobre a figura caipira, três sobre seus patrões, os fazendeiros, e mais três sobre temas alheios ao Brasil rural. A partir da segunda edição, foi incluída a carta "Velha praga", totalizando 14 capítulos, além de um prefácio.
| Capítulo                  | Data | Publicação original                 | Notas                                        |
| ------------------------- | ---- | ----------------------------------- | -------------------------------------------- |
| "Os faroleiros"           | 1917 | Revista do Brasil, n. 20, ago. 1917 | Título original: "Cavalleria rusticana"      |
| "O engraçado arrependido" | 1916 | Revista do Brasil, n. 16, abr. 1917 | Título original: "A gargalhada do colector"  |
| "A colcha de retalhos"    | 1915 | Revista do Brasil n. 12, dez. 1916  |                                              |
| "A vingança da peroba"    | n.c. | Revista do Brasil n. 3, mar. 1916   | Título original: "Chóó... Pan..."            |
| "Um suplício moderno"     | 1916 | Revista Paraíba de Caçapava, SP     |                                              |
| "Meu conto de Maupassant" | 1915 |                                     | Título original: "O meu conto de Maupassant" |
| "«Pollice Verso»"         | 1916 | Revista do Brasil, n. 18, jun. 1917 |                                              |
| "Bucólica"                | 1915 |                                     |                                              |
| "O mata-pau"              | 1915 | Revista do Brasil, n. 24, dez. 1917 |                                              |
| "Bocatorta"               | 1915 | Revista do Brasil, n. 8, ago. 1916  |                                              |
| "O comprador de fazendas" | 1917 | Revista do Brasil, n. 27, mar. 1918 |                                              |
| "O estigma"               | 1915 | Revista do Brasil, n. 28, abr. 1918 |                                              |
| "Velha Praga"             | 1914 | O Estado de S. Paulo, 12 nov. 1914  | Título original: "Uma velha praga"           |
| "Urupês"                  | 1914 | O Estado de S. Paulo, 23 dez. 1914  | Aparição do personagem Jeca Tatu             |

Além de "Velha Praga" e "Urupês", os contos "Um suplício moderno", "O meu conto de Maupassant" e "Bucólica" são os únicos textos que não foram publicados originalmente na Revista do Brasil.

## Resumo dos capítulos
OS FAROLEIROS (1917) - Após ler uma história de Rudyard Kipling sobre faroleiros (“The Disturber of Traffic”), Eduardo tem a oportunidade de conhecer um farol, e lá presenciará um drama sinistro assinado por “um nome maior que o de Shakespeare”: “a Vida”.
O ENGRAÇADO ARREPENDIDO (1917) - Francisco Teixeira de Souza Pontes, um engraçado, que “sabia de cor a Enciclopédia do riso e da galhofa”, quando decide enfim virar um homem sério, ninguém o leva a sério. Só lhe resta matar de rir um major para conseguir seu emprego na coletoria federal.
A COLCHA DE RETALHOS (1915) - Uma avó cose há quatorze anos uma colcha com os retalhos que sobram dos vestidos da neta, para servir no futuro como vestido de casamento. Mas o plano dá errado.
A VINGANÇA DA PEROBA (1916) - Dois roceiros, Nunes e Pedro Porunga, vivem em constante conflito. Um dia Nunes derruba a peroba que separa suas propriedades a fim de construir um monjolo, enfurecendo o vizinho. Como que corroborando a lenda de que “em cada eito do mato há um pau vingativo que pune a malfeitoria dos homens”, o monjolo, além de nunca funcionar a contento, acaba causando uma tragédia: “a vingança da peroba”.
UM SUPLÍCIO MODERNO (1916) - Na vida moderna, um suplício compara-se às tortura do passado: o “estafetamento”, ou seja, ser nomeado “estafeta do correio entre duas cidades convizinhas não ligadas por via férrea”, uma canseira terrível por míseros cem mil-réis de salário. E por qualquer motivo, um pequeno atraso, por exemplo, você é sumariamente demitido, a não ser que queira... aí não consegue.
MEU CONTO DE MAUPASSANT (1915) - Dois sujeitos conversam num trem e um deles, ex-delegado de polícia, conta uma história sinistra do assassinato de uma velha digna de um conto de Maupassant. O conto curto termina com a observação, atribuída a Oscar Wilde: “a vida sabe melhor imitar a arte do que a arte sabe imitar a vida”
“POLLICE VERSO” (1916) - O filho caçula do coronel Inácio da Gama, que quando criança gostava de torturar animais, vai estudar medicina no Rio de Janeiro, mas na volta, ao obter um paciente rico, em vez de curá-lo, prefere deixá-lo morrer e reivindicar parte da herança. Com a bolada, vai ao encontro de Yvonne, francesa que conheceu no Rio mas que voltou a Paris. Pollice verso é uma expressão latina que significa “com o polegar virado”, usado nas lutas de gladiadores.
BUCÓLICA (1915) - O interior brasileiro de bucólico tem só a paisagem florida e o ar fresco. A população rural vive miseravelmente em seus casebres de palha, acometida por doenças, destruindo a natureza (episódio da derrubada da paineira), insensível (mãe que deixa morrer a filha entrevada sem mover uma palha para salvá-la).
O MATA-PAU (1915) - História sinistra sobre ingratidão e crueldade: assim como o parasita mata-pau acaba matando sua árvore hospedeira, o enjeitado Manoel Aparecido acaba destruindo o casal que o acolheu e adotou.
BOCATORTA (1915) - História horripilante que envolve um pântano assassino (“o abismo traidor oculto sob a verdura”), uma criatura que é a hediondez personificada (“É de fazer mal a nervos de aço”) e necrofilia.
O COMPRADOR DE FAZENDAS (1917) – O proprietário de uma fazenda pouco produtiva “que já arruinara três donos”, quando tenta enfim vendê-la, primeiro cai no golpe de um falso comprador e, em seguida, é vítima “do mais inconcebível quiproquó de quantos tem armado neste mundo o diabo”.
O ESTIGMA (1915) - Bruno perde-se ao voltar de Itaoca para casa e vai dar na fazenda de um ex-colega de faculdade, Fausto, que se casou, por interesse, com uma megera rica (“casaram os bens, os corpos, mas não as almas”) e acabou se apaixonando por uma prima jovem, Laura, que acolhera quando esta ficara órfã de pai e mãe na epidemia de febre amarela. Um dia Laura aparece morta, aparentemente por suicídio, mas um estigma no peitinho do filho recém-nascido denuncia o crime realmente cometido.
VELHA PRAGA (1914) - Neste texto publicado originalmente em O Estado de São Paulo, Lobato, precursor da preocupação ecológica com a preservação da natureza, denuncia o desmatamento provocado pelo caboclo brasileiro, “espécie de homem baldio, seminômade, inadaptável à civilização”. “Enquanto a mata arde, o caboclo regala-se.”
URUPÊS (1914) - Uma radiografia nada lisonjeira do caboclo , “incapaz de evolução, impenetrável ao progresso”, “de cócoras”, adepto da “Grande Lei do Menor Esforço”, “o sombrio urupê [=espécie de cogumelo] de pau podre, a modorrar silencioso no recesso das grotas”.

## Edições
O livro foi editado por diversas editoras: Monteiro Lobato & Cia. (1918), Companhia Editora Nacional (1925), Livraria Martins Editora (1944), Editora Brasiliense (1944) e pela Editora Globo (2007).~

## Recepção crítica
O lançamento de Urupês recebeu ampla cobertura da imprensa. O jornal O Paiz, na coluna "Livros Novos" na página 6 da edição de 14 de agosto de 1918, afirma tratar-se de "um livro excelente", "de regionalismo, mas de um regionalismo amplo e sincero" que vem fixar "um dificílimo aspecto da alma sertaneja brasileira". O Correio da Manhã, na página 2 da edição de 8 de agosto de 1918, em coluna assinada por José Maria Bello, assevera: "É o autor dos Urupês um temperamento singular de escritor. Desorienta e quase atordoa. Creio que poderia chamá-lo de impressionista, mas um impressionista violento, à água-forte, que se saturou de Maupassant, sombrio, às vezes, como uma recordação de Dostoiévski, cultivando, de bom grado, o humor corrosivo de Swift, e que gosta de intervir nas suas narrações com amargura agressiva de Camilo e, ao cabo, mal disfarçando toques de Afonso Arinos, da sua sinceridade ingênua e da sua paixão do pitoresco sertanejo." O Correio Paulistano, na coluna Revoada de Hermes Fontes, à primeira página da edição de 13 de setembro de 1918, escreve: "Esse URUPÊS é uma afirmação estrondosa: um grande, belo e sadio livro: sem "patriotismos" de última hora, sem filosofismos de última moda..." A revista paulista A Vida Moderna, na seção "Os Livros" da edição de 27 de agosto de 1918, afirma que "Lobato é o contador mais original e mais completo que nós temos, ou que tivemos jamais". 
A meio caminho entre o regionalismo romântico de um José de Alencar e realista-naturalista de um Afonso Arinos (em Pelo Sertão) e Coelho Neto (em Sertão) do final do século XIX, e o regionalismo modernista que pontificou nas letras brasileiras a partir da década de 1920, insere-se o regionalismo pré-modernista de Monteiro Lobato, que, indo mais além do naturalismo, explora o lado mórbido e sórdido da vida do camponês brasileiro vítima da ignorância e extrema miséria. Enfoque inédito na época, que cativou a crítica literária e o público leitor. Mas ao lançar pouco depois sua literatura infanto-juvenil, Lobato viria a trilhar caminhos bem distintos, mostrando sua versatilidade.